# Maurice Desaymonet
Maurice Desaymonet, né le 24 juin 1921 à Paris et mort le 4 novembre 2015 à Antony, était un joueur français de basket-ball, qui évoluait au poste d'ailier.

## Biographie
Maurice Desaymonet a joué à vingt-huit reprises pour l'équipe de France entre 1948 et 1950, marquant lors de son meilleur match 28 points. En 1948, il remporte la médaille d'argent aux Jeux olympiques d'été à Londres. En 1949, l'ailier est sacré avec les Bleus vice-champion d'Europe 1949 tandis que les Français terminent sixièmes du Championnat du monde de basket-ball masculin 1950. En club, il évolue sous les couleurs de Championnet Sports, un patronage catholique affilié à la Fédération gymnastique et sportive des patronages de France puis à la Fédération sportive de France.

## Palmarès
Équipe de France
- 28 sélections entre 1948 et 1950
- Jeux olympiques d'été
  -  médaille d'argent aux Jeux olympiques 1948 à Londres
- Championnat d'Europe de basket-ball
  -  médaille d'argent au Championnat d'Europe de basket-ball 1949 au Caire